# Aleksiej Nazarow
Aleksiej Iwanowicz Nazarow (ros. Алексей Иванович Назаров, ur. 1905 we wsi Wiedunowo w guberni jarosławskiej, zm. 10 października 1968 w Moskwie) – radziecki polityk.

## Życiorys
Pracował jako cieśla, 1923-1924 był sekretarzem komórki Komsomołu w cegielni k. Rybińska, w 1924 został członkiem RKP(b) i potem sekretarzem komórki partyjnej w fabryce papieru w Rybińsku, następnie kierował działem życia partyjnego lokalnej rybińskiej gazety. Od 1929 pracował w redakcji Prawdy jako zastępca sekretarza odpowiedzialnego i kierownik działu informacji oraz działu literatury i sztuki, 1936-1939 w okresie apogeum stalinizmu był zaangażowany w zwalczanie "nieprawomyślnych" pisarzy i dziennikarzy w ZSRR, 1937-1938 na stanowisku zastępcy kierownika Wydziału Prasy KC WKP(b), a od 19 stycznia 1938 do 1 kwietnia 1939 przewodniczącego Komitetu ds. Sztuki przy Radzie Komisarzy Ludowych ZSRR. Następnie był zastępcą kierownika Zjednoczonego Wydawnictwa Państwowego przy Radzie Komisarzy Ludowych RFSRR, 1946-1954 i ponownie 1957-1961 dyrektorem wydawnictwa Akademii Nauk ZSRR, a 1954-1957 zastępcą ministra kultury ZSRR, w grudniu 1961 przeszedł na emeryturę. Jego prochy złożono w kolumbarium Cmentarza Nowodziewiczego.